# Andrzej Michał Cichowski
Andrzej Michał Cichowski herbu Wąż (zm. w 1732 roku) – wojski kamieniecki w latach 1704–1726, komornik ziemski buski w latach 1696-1703, komornik ziemski podolski w 1712 roku, podstarości krasnostawski w latach 1714-1729,  regent ziemski krasnostawski w latach 1712-1715.
Był konsyliarzem województwa podolskiego w konfederacji sandomierskiej 1704 roku.